# 16-та бригада територіальної оборони (Польща)
16-та Нижньосілезька бригада територіальної оборони імені підполковника Людвіка Маршалека, пс. «Броня» (поль.16 DBOT, укр. 16 НДТО) — тактичне об'єднання Військ територіальної оборони Війська Польського.

## Історія
Наприкінці вересня 2019 року, розпочалося створення структури 16-ї Нижньосілезької бригади ВТО у Нижній Сілезії. Командувачем був призначений полковник Артур Баранський.
Рішенням № 120/МОН від 24.08.2020 частини присвоєно найменування підполк. Людвік Маршалек, пс. «Броня».
Рішенням № 36/МОН від 23 березня 2021 року свято дня частини встановлено 26 березня.

## Організаційна структура
- Штаб бригади — Вроцлав
- 161-й батальйон легкої піхоти — Вроцлав / Клодзко[1]
- 162-й батальйон легкої піхоти — Глогув

Знаки розрізнення
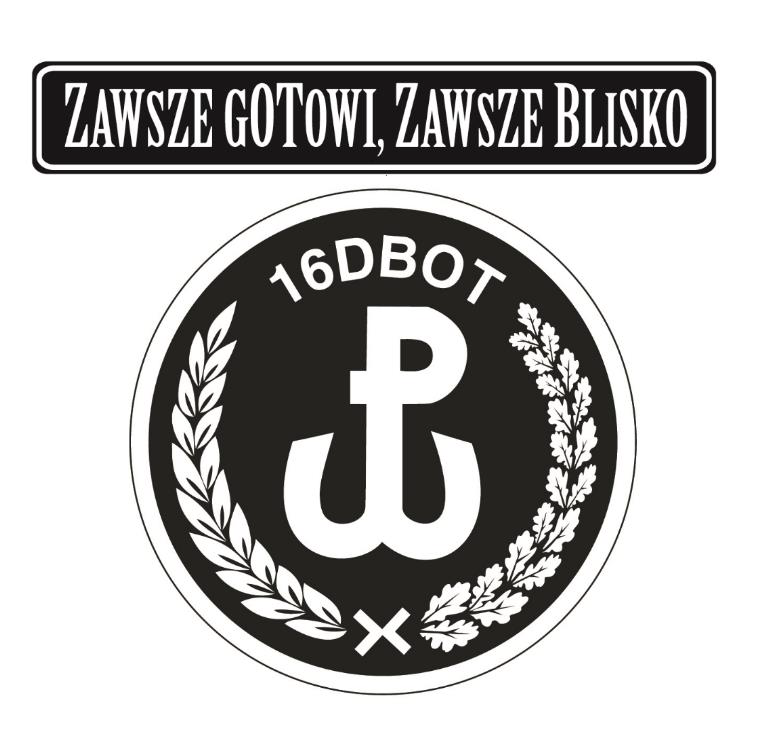
Розпізнавальний знак на парадна форма
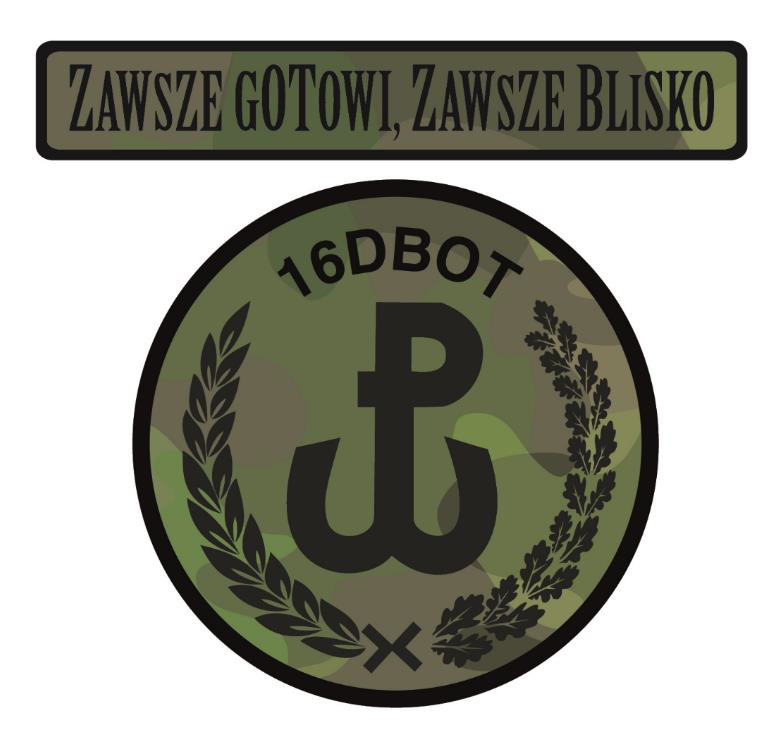
Розпізнавальний знак на бойовий наряд

## Командири бригад
- Полковник Артур Баранський (з 2019)[2]